# V.Premier League 2013-2014 (femminile)
La V.Premier League 2013-2014, 47ª edizione della massima serie del campionato giapponese femminile di pallavolo, si è svolta dal 30 novembre 2013 al 12 aprile 2014: al torneo hanno partecipato 8 squadre di club giapponesi e la vittoria finale è andata per la quarta volta, la seconda consecutiva, alle Hisamitsu Springs.

## Regolamento
La competizione prevede che le otto squadre partecipanti si sfidino in quattro round-robin, al termine dei quali le prime quattro classificate disputano i play-off scudetto, mentre le ultime due giocano il Challenge match per evitare la retrocessione. Ai play-off è previsto un nuovo round-robin, le prime due classificate disputano la finale scudetto, mentre la terza e la quarta classificata disputano la finale per il 3º posto. Il Challenge match si svolge in incontri di andata e ritorno tra la vincitrice della V.Challenge League e l'ultima classifica e tra la vincitrice dei play-off promozione del campionato cadetto e l'ultima classifica della V.Premier League; le squadre che totalizzano più punti nei due incontri ottengono la permanenza o l'accesso alla massima serie.

## Squadre partecipanti
| - Hisamitsu Springs - Hitachi Rivale - JT Marvelous - NEC Red Rockets | - Okayama Seagulls - Pioneer Red Wings - Toyota Queenseis - Toray Arrows |

## Torneo

### Regular season

#### Risultati
| Prima giornata |                                    |     |                            |
|                |                                    |     |                            |
| 30-11          | TAB Queenseis - JT Marvelous       | 1-3 | 25-22, 21-25, 23-25, 13-25 |
| 30-11          | Hisamitsu Springs - Toray Arrows   | 3-0 | 25-23, 25-20, 25-13        |
| 30-11          | Okayama Seagulls - NEC Red Rockets | 3-1 | 24-26, 25-22, 25-22, 25-16 |
| 30-11          | Pioneer Red Wings - Hitachi Rivale | 0-3 | 26-28, 22-25, 15-25        |

| Seconda giornata |                                      |     |                                   |
|                  |                                      |     |                                   |
| 01-12            | Hisamitsu Springs - TAB Queenseis    | 2-3 | 20-25, 25-16, 24-26, 25-18, 21-23 |
| 01-12            | Toray Arrows - JT Marvelous          | 2-3 | 19-25, 30-28, 33-31, 20-25, 12-15 |
| 01-12            | NEC Red Rockets - Hitachi Rivale     | 1-3 | 25-22, 17-25, 20-25, 23-25        |
| 01-12            | Okayama Seagulls - Pioneer Red Wings | 3-0 | 25-18, 25-19, 25-20               |

| Terza giornata |                                      |     |                                   |
|                |                                      |     |                                   |
| 07-12          | TAB Queenseis - Hitachi Rivale       | 3-0 | 27-25, 25-20, 25-23               |
| 07-12          | JT Marvelous - Pioneer Red Wings     | 3-2 | 23-25, 25-21, 25-18, 21-25, 15-11 |
| 07-12          | Hisamitsu Springs - Okayama Seagulls | 3-2 | 25-21, 10-25, 25-12, 19-25, 15-11 |
| 07-12          | Toray Arrows - NEC Red Rockets       | 3-2 | 24-26, 25-21, 19-25, 26-24, 15-5  |

| Quarta giornata |                                     |     |                                   |
|                 |                                     |     |                                   |
| 08-12           | TAB Queenseis - Pioneer Red Wings   | 1-3 | 22-25, 23-25, 25-19, 27-29        |
| 08-12           | JT Marvelous - Hitachi Rivale       | 3-2 | 25-21, 20-25, 22-25, 25-20, 15-11 |
| 08-12           | Hisamitsu Springs - NEC Red Rockets | 3-2 | 17-25, 20-25, 25-17, 25-23, 15-8  |
| 08-12           | Toray Arrows - Okayama Seagulls     | 3-2 | 20-25, 21-25, 12-25, 25-21, 17-15 |

| Quinta giornata |                                     |     |                                   |
|                 |                                     |     |                                   |
| 21-12           | Pioneer Red Wings - NEC Red Rockets | 3-0 | 25-18, 25-22, 25-23               |
| 21-12           | Toray Arrows - TAB Queenseis        | 3-1 | 25-21, 22-25, 25-22, 25-20        |
| 21-12           | Okayama Seagulls - JT Marvelous     | 3-0 | 25-22, 25-21, 25-19               |
| 21-12           | Hisamitsu Springs - Hitachi Rivale  | 2-3 | 26-28, 25-20, 27-25, 20-25, 14-16 |

| Sesta giornata |                                   |     |                                   |
|                |                                   |     |                                   |
| 22-12          | NEC Red Rockets - TAB Queenseis   | 3-0 | 25-18, 25-23, 25-21               |
| 22-12          | Pioneer Red Wings - Toray Arrows  | 2-3 | 25-22, 25-23, 17-25, 16-25, 11-15 |
| 22-12          | Okayama Seagulls - Hitachi Rivale | 3-2 | 25-13, 25-27, 17-25, 25-23, 15-5  |
| 22-12          | Hisamitsu Springs - JT Marvelous  | 2-3 | 25-22, 18-25, 25-15, 21-25, 14-16 |

| Settima giornata |                                       |     |                                  |
|                  |                                       |     |                                  |
| 11-01            | Okayama Seagulls - TAB Queenseis      | 3-0 | 25-21, 25-14, 25-16              |
| 11-01            | Toray Arrows - Hitachi Rivale         | 3-1 | 25-18, 25-15, 21-25, 25-19       |
| 11-01            | Hisamitsu Springs - Pioneer Red Wings | 3-0 | 25-20, 25-21, 25-14              |
| 11-01            | JT Marvelous - NEC Red Rockets        | 2-3 | 18-25, 29-27, 18-25, 26-24, 9-15 |

| Ottava giornata |                                     |     |                                   |
|                 |                                     |     |                                   |
| 12-01           | Okayama Seagulls - Hitachi Rivale   | 3-0 | 25-23, 25-19, 25-18               |
| 12-01           | Toray Arrows - TAB Queenseis        | 2-3 | 25-19, 15-25, 11-25, 25-14, 7-15  |
| 12-01           | Hisamitsu Springs - NEC Red Rockets | 3-2 | 25-14, 22-25, 21-25, 25-15, 15-11 |
| 12-01           | JT Marvelous - Pioneer Red Wings    | 3-1 | 20-25, 28-26, 25-13, 25-19        |

| Nona giornata |                                    |     |                            |
|               |                                    |     |                            |
| 18-01         | TAB Queenseis - JT Marvelous       | 3-1 | 25-18, 27-25, 22-25, 25-18 |
| 18-01         | NEC Red Rockets - Okayama Seagulls | 3-1 | 18-25, 25-19, 25-23, 25-23 |
| 18-01         | Pioneer Red Wings - Hitachi Rivale | 1-3 | 18-25, 25-20, 13-25, 26-28 |
| 18-01         | Hisamitsu Springs - Toray Arrows   | 1-3 | 19-25, 25-17, 23-25, 13-25 |

| Decima giornata |                                    |     |                     |
|                 |                                    |     |                     |
| 19-01           | Okayama Seagulls - JT Marvelous    | 3-0 | 25-21, 25-14, 28-26 |
| 19-01           | NEC Red Rockets - TAB Queenseis    | 0-3 | 18-25, 20-25, 21-25 |
| 19-01           | Toray Arrows - Pioneer Red Wings   | 3-0 | 25-20, 25-23, 25-18 |
| 19-01           | Hisamitsu Springs - Hitachi Rivale | 0-3 | 13-25, 16-25, 22-25 |

| Undicesima giornata |                                      |     |                                   |
|                     |                                      |     |                                   |
| 25-01               | Okayama Seagulls - Pioneer Red Wings | 3-0 | 25-20, 29-27, 26-24               |
| 25-01               | NEC Red Rockets - Toray Arrows       | 2-3 | 17-25, 26-24, 20-25, 25-18, 10-15 |
| 25-01               | Hisamitsu Springs - JT Marvelous     | 3-0 | 25-21, 25-18, 25-19               |
| 25-01               | TAB Queenseis - Hitachi Rivale       | 3-1 | 25-20, 25-23, 21-25, 25-21        |

| Dodicesima giornata |                                     |     |                                  |
|                     |                                     |     |                                  |
| 26-01               | Toray Arrows - Okayama Seagulls     | 3-1 | 25-23, 14-25, 25-21, 25-22       |
| 26-01               | NEC Red Rockets - Pioneer Red Wings | 3-0 | 25-19, 25-20, 25-17              |
| 26-01               | JT Marvelous - Hitachi Rivale       | 2-3 | 23-25, 25-17, 25-20, 23-25, 9-15 |
| 26-01               | TAB Queenseis - Hisamitsu Springs   | 1-3 | 15-25, 25-18, 14-25, 22-25       |

| Tredicesima giornata |                                      |     |                            |
|                      |                                      |     |                            |
| 01-02                | Toray Arrows - Hitachi Rivale        | 1-3 | 12-25, 25-17, 17-25, 15-25 |
| 01-02                | NEC Red Rockets - JT Marvelous       | 3-1 | 25-13, 23-25, 25-23, 25-21 |
| 01-02                | TAB Queenseis - Pioneer Red Wings    | 3-0 | 25-23, 25-14, 25-22        |
| 01-02                | Hisamitsu Springs - Okayama Seagulls | 3-1 | 25-18, 27-25, 20-25, 25-20 |

| Quattordicesima giornata |                                       |     |                                   |
|                          |                                       |     |                                   |
| 02-02                    | Toray Arrows - JT Marvelous           | 3-1 | 25-20, 20-25, 25-18, 25-17        |
| 02-02                    | NEC Red Rockets - Hitachi Rivale      | 2-3 | 25-20, 25-22, 19-25, 21-25, 13-15 |
| 02-02                    | Hisamitsu Springs - Pioneer Red Wings | 3-0 | 25-17, 25-20, 25-14               |
| 02-02                    | Okayama Seagulls - TAB Queenseis      | 3-0 | 25-16, 26-24, 25-20               |

| Quindicesima giornata |                                     |     |                            |
|                       |                                     |     |                            |
| 08-02                 | Hisamitsu Springs - NEC Red Rockets | 3-0 | 25-22, 25-14, 25-22        |
| 08-02                 | Pioneer Red Wings - Hitachi Rivale  | 0-3 | 20-25, 22-25, 29-31        |
| 08-02                 | Toray Arrows - TAB Queenseis        | 1-3 | 25-23, 22-25, 22-25, 17-25 |
| 08-02                 | JT Marvelous - Okayama Seagulls     | 0-3 | 22-25, 20-25, 25-27        |

| Sedicesima giornata |                                     |     |                            |
|                     |                                     |     |                            |
| 09-02               | Hisamitsu Springs - Hitachi Rivale  | 3-0 | 33-31, 25-20, 25-15        |
| 09-02               | Pioneer Red Wings - NEC Red Rockets | 0-3 | 26-28, 17-25, 19-25        |
| 09-02               | Toray Arrows - Okayama Seagulls     | 3-1 | 25-19, 21-25, 25-22, 26-24 |
| 09-02               | JT Marvelous - TAB Queenseis        | 1-3 | 16-25, 24-26, 25-21, 19-25 |

| Diciassettesima giornata |                                   |     |                                   |
|                          |                                   |     |                                   |
| 15-02                    | Toray Arrows - Pioneer Red Wings  | 3-2 | 24-26, 27-25, 25-19, 18-25, 15-9  |
| 15-02                    | TAB Queenseis - NEC Red Rockets   | 1-3 | 25-16, 31-33, 23-25, 22-25        |
| 15-02                    | Hisamitsu Springs - JT Marvelous  | 3-0 | 25-17, 25-19, 25-21               |
| 15-02                    | Okayama Seagulls - Hitachi Rivale | 3-2 | 25-19, 25-21, 18-25, 24-26, 15-13 |

| Diciottesima giornata |                                      |     |                            |
|                       |                                      |     |                            |
| 16-02                 | Toray Arrows - NEC Red Rockets       | 3-1 | 25-20, 20-25, 25-16, 25-23 |
| 16-02                 | TAB Queenseis - Pioneer Red Wings    | 3-0 | 25-21, 25-23, 28-26        |
| 16-02                 | JT Marvelous - Hitachi Rivale        | 0-3 | 17-25, 19-25, 15-25        |
| 16-02                 | Okayama Seagulls - Hisamitsu Springs | 0-3 | 18-25, 20-25, 10-25        |

| Diciannovesima giornata |                                       |     |                                   |
|                         |                                       |     |                                   |
| 22-02                   | Toray Arrows - JT Marvelous           | 3-2 | 25-18, 21-25, 25-21, 14-25, 15-11 |
| 22-02                   | Pioneer Red Wings - Hisamitsu Springs | 0-3 | 25-27, 13-25, 13-25               |
| 22-02                   | Okayama Seagulls - TAB Queenseis      | 3-1 | 25-19, 21-25, 27-25, 25-15        |
| 22-02                   | NEC Red Rockets - Hitachi Rivale      | 3-2 | 25-19, 26-24, 16-25, 22-25, 15-11 |

| Ventesima giornata |                                    |     |                                   |
|                    |                                    |     |                                   |
| 23-02              | Pioneer Red Wings - JT Marvelous   | 2-3 | 25-17, 23-25, 23-25, 28-26, 13-15 |
| 23-02              | Hisamitsu Springs - Toray Arrows   | 3-0 | 25-21, 25-22, 25-16               |
| 23-02              | TAB Queenseis - Hitachi Rivale     | 3-1 | 25-17, 25-19, 20-25, 25-21        |
| 23-02              | NEC Red Rockets - Okayama Seagulls | 3-0 | 26-24, 30-28, 25-17               |

| Ventunesima giornata |                                      |     |                                  |
|                      |                                      |     |                                  |
| 01-03                | Hisamitsu Springs - TAB Queenseis    | 3-0 | 25-19, 25-19, 25-15              |
| 01-03                | Toray Arrows - Hitachi Rivale        | 3-2 | 19-25, 25-18, 16-25, 25-19, 15-9 |
| 01-03                | Okayama Seagulls - Pioneer Red Wings | 3-2 | 25-13, 25-17, 20-25, 14-25, 15-6 |
| 01-03                | NEC Red Rockets - JT Marvelous       | 1-3 | 20-25, 29-27, 22-25, 14-25       |

| Ventiduesima giornata |                                     |     |                                   |
|                       |                                     |     |                                   |
| 02-03                 | Hisamitsu Springs - Toray Arrows    | 3-1 | 25-18, 22-25, 25-21, 25-20        |
| 02-03                 | TAB Queenseis - Hitachi Rivale      | 3-2 | 28-26, 16-25, 25-19, 25-27, 15-13 |
| 02-03                 | Okayama Seagulls - JT Marvelous     | 2-3 | 25-23, 23-25, 25-21, 18-25, 13-15 |
| 02-03                 | NEC Red Rockets - Pioneer Red Wings | 3-0 | 25-16, 25-22, 25-19               |

| Ventitreesima giornata |                                     |     |                                   |
|                        |                                     |     |                                   |
| 08-03                  | Pioneer Red Wings - Hitachi Rivale  | 3-2 | 25-18, 25-23, 20-25, 20-25, 15-13 |
| 08-03                  | JT Marvelous - Toray Arrows         | 3-1 | 25-23, 25-22, 25-27, 25-22        |
| 08-03                  | Hisamitsu Springs - NEC Red Rockets | 3-1 | 25-11, 18-25, 25-23, 25-23        |
| 08-03                  | Okayama Seagulls - TAB Queenseis    | 3-1 | 25-23, 20-25, 25-22, 25-20        |

| Ventiquattresima giornata |                                      |     |                            |
|                           |                                      |     |                            |
| 09-03                     | Toray Arrows - Pioneer Red Wings     | 3-1 | 26-28, 30-28, 25-20, 25-20 |
| 09-03                     | JT Marvelous - Hitachi Rivale        | 1-3 | 16-25, 25-23, 20-25, 17-25 |
| 09-03                     | Okayama Seagulls - Hisamitsu Springs | 0-3 | 19-25, 19-25, 14-25        |
| 09-03                     | NEC Red Rockets - TAB Queenseis      | 3-0 | 25-21, 25-20, 25-20        |

| Venticinquesima giornata |                                       |     |                            |
|                          |                                       |     |                            |
| 15-03                    | Hisamitsu Springs - Pioneer Red Wings | 3-1 | 25-16, 25-15, 13-25, 25-19 |
| 15-03                    | Hitachi Rivale - Okayama Seagulls     | 1-3 | 28-26, 23-25, 19-25, 20-25 |
| 15-03                    | NEC Red Rockets - JT Marvelous        | 1-3 | 25-27, 25-17, 26-28, 17-25 |
| 15-03                    | Toray Arrows - TAB Queenseis          | 1-3 | 25-19, 20-25, 26-28, 12-25 |

| Ventiseiesima giornata |                                      |     |                                   |
|                        |                                      |     |                                   |
| 16-03                  | Okayama Seagulls - Pioneer Red Wings | 3-2 | 22-25, 26-28, 28-26, 25-19, 18-16 |
| 16-03                  | Hitachi Rivale - Hisamitsu Springs   | 0-3 | 22-25, 16-25, 28-30               |
| 16-03                  | TAB Queenseis - JT Marvelous         | 3-0 | 25-23, 25-22, 25-21               |
| 16-03                  | Toray Arrows - NEC Red Rockets       | 3-1 | 25-20, 25-13, 21-25, 25-21        |

| Ventisettesima giornata |                                   |     |                                  |
|                         |                                   |     |                                  |
| 21-03                   | Toray Arrows - Okayama Seagulls   | 0-3 | 19-25, 23-25, 17-25              |
| 21-03                   | NEC Red Rockets - Hitachi Rivale  | 2-3 | 25-22, 25-19, 23-25, 16-25, 8-15 |
| 21-03                   | Hisamitsu Springs - TAB Queenseis | 3-0 | 25-20, 25-15, 25-12              |
| 21-03                   | JT Marvelous - Pioneer Red Wings  | 3-0 | 25-16, 25-23, 25-22              |

| Ventottesima giornata |                                    |     |                                   |
|                       |                                    |     |                                   |
| 22-03                 | Toray Arrows - Hitachi Rivale      | 3-2 | 26-24, 22-25, 13-25, 25-21, 17-15 |
| 22-03                 | Okayama Seagulls - NEC Red Rockets | 1-3 | 25-19, 16-25, 22-25, 20-25        |
| 22-03                 | Hisamitsu Springs - JT Marvelous   | 3-2 | 25-17, 16-25, 25-20, 15-25, 15-7  |
| 22-03                 | TAB Queenseis - Pioneer Red Wings  | 3-2 | 25-20, 25-27, 25-16, 19-25, 15-9  |

#### Classifica
| Pos. | Squadra           | Pt | G  | V  | P  | SV | SP | Ratio | PF | PS | Ratio |
| ---- | ----------------- | -- | -- | -- | -- | -- | -- | ----- | -- | -- | ----- |
| 1    | Hisamitsu Springs | 46 | 28 | 23 | 5  | 76 | 28 | 2.710 | -  | -  | -     |
| 2    | Toray Arrows      | 36 | 28 | 18 | 10 | 63 | 55 | 1.150 | -  | -  | -     |
| 3    | Okayama Seagulls  | 34 | 28 | 17 | 11 | 62 | 45 | 1.380 | -  | -  | -     |
| 4    | Toyota Queenseis  | 30 | 28 | 15 | 13 | 52 | 53 | 0.980 | -  | -  | -     |
| 5    | NEC Red Rockets   | 24 | 28 | 12 | 16 | 55 | 56 | 0.980 | -  | -  | -     |
| 6    | Hitachi Rivale    | 24 | 28 | 12 | 16 | 56 | 60 | 0.930 | -  | -  | -     |
| 7    | JT Marvelous      | 24 | 28 | 12 | 16 | 49 | 65 | 0.730 | -  | -  | -     |
| 8    | Pioneer Red Wings | 6  | 28 | 3  | 25 | 27 | 78 | 0.350 | -  | -  | -     |

| Qualificate ai play-off scudetto | Al Challenge match |

### Play-off

#### Round-robin

##### Risultati
| Gara 1 |                                   |     |                     |
|        |                                   |     |                     |
| 28-03  | Hisamitsu Springs - TAB Queenseis | 3-0 | 25-12, 25-19, 25-17 |
| 28-03  | Toray Arrows - Okayama Seagulls   | 0-3 | 22-25, 17-25, 20-25 |

| Gara 2 |                                  |     |                            |
|        |                                  |     |                            |
| 29-03  | Hisamitsu Springs - Toray Arrows | 3-0 | 25-18, 25-23, 25-16        |
| 29-03  | Okayama Seagulls - TAB Queenseis | 1-3 | 21-25, 25-15, 20-25, 24-26 |

| \| Gara 3 \| \| \| \| \| \| \| \| \| \| 30-03 \| Hisamitsu Springs - Okayama Seagulls \| 0-3 \| 20-25, 17-25, 23-25 \| \| 30-03 \| Toray Arrows - TAB Queenseis \| 0-3 \| 23-25, 26-28, 24-26 \| |                                      |     |                     |
| Gara 3 |                                      |     |                     |
| |                                      |     |                     |
| 30-03 | Hisamitsu Springs - Okayama Seagulls | 0-3 | 20-25, 17-25, 23-25 |
| 30-03 | Toray Arrows - TAB Queenseis         | 0-3 | 23-25, 26-28, 24-26 |

##### Classifica
| Pos. | Squadra           | Pt | G | V | P | SV | SP | Ratio | PF  | PS  | Ratio |
| ---- | ----------------- | -- | - | - | - | -- | -- | ----- | --- | --- | ----- |
| 1    | Okayama Seagulls  | 6  | 3 | 2 | 1 | 7  | 3  | 2,333 | 240 | 210 | 1,143 |
| 2    | Hisamitsu Springs | 6  | 3 | 2 | 1 | 6  | 3  | 2,000 | 210 | 180 | 1,167 |
| 3    | Toyota Queenseis  | 6  | 3 | 2 | 1 | 6  | 4  | 1,500 | 218 | 238 | 0,916 |
| 4    | Toray Arrows      | 0  | 3 | 0 | 3 | 0  | 9  | 0,000 | 189 | 229 | 0,825 |

| Alla finale scudetto | Alla finale 3º posto |

#### Finale scudetto
|  | Finale scudetto |                   |   |  |
|  |                 |                   |   |  |
|  | 1               | Okayama Seagulls  | 1 |  |
|  | 2               | Hisamitsu Springs | 3 |  |

| Finale scudetto |                                      |     |                            |
|                 |                                      |     |                            |
| 12-04           | Okayama Seagulls - Hisamitsu Springs | 1-3 | 18-25, 14-25, 25-20, 15-25 |

#### Finale 3º posto
|  | Finale 3º posto |                  |   |  |
|  |                 |                  |   |  |
|  | 3               | Toyota Queenseis | 0 |  |
|  | 4               | Toray Arrows     | 3 |  |

| Finale 3º posto |                              |     |                     |
|                 |                              |     |                     |
| 12-04           | TAB Queenseis - Toray Arrows | 0-3 | 22-25, 19-25, 19-25 |

### Challenge match
| Gara 1 |                                    |     |                                   |
|        |                                    |     |                                   |
| 05-04  | Pioneer Red Wings - Denso Airybees | 0-3 | 23-25, 23-25, 20-25               |
| 05-04  | JT Marvelous - Ageo Medics         | 2-3 | 25-13, 19-25, 25-17, 24-26, 10-15 |

| Gara 2 |                                    |     |                            |
|        |                                    |     |                            |
| 06-04  | Pioneer Red Wings - Denso Airybees | 0-3 | 18-25, 13-25, 17-25        |
| 06-04  | JT Marvelous - Ageo Medics         | 1-3 | 22-25, 25-27, 25-15, 17-25 |

## Premi individuali
| Premio                                           | Giocatore        | Squadra           |
| ------------------------------------------------ | ---------------- | ----------------- |
| MVP                                              | Risa Shinnabe    | Hisamitsu Springs |
| Miglior allenatore                               | Kumi Nakada      | Hisamitsu Springs |
| Miglior spirito combattivo                       | Haruka Miyashita | Okayama Seagulls  |
| Miglior esordiente                               | Mai Okumura      | JT Marvelous      |
| Miglior realizzatrice                            | Saori Sakoda     | Toray Arrows      |
| Miglior attaccante                               | Lauren Paolini   | Hitachi Rivale    |
| Miglior muro                                     | Mai Okumura      | JT Marvelous      |
| Miglior servizio                                 | Yuki Ishii       | Hisamitsu Springs |
| Miglior ricevitrice                              | Risa Shinnabe    | Hisamitsu Springs |
| Miglior difesa                                   | Arisa Satō       | Hitachi Rivale    |
| Sestetto ideale                                  | Miyu Nagaoka     | Hisamitsu Springs |
| Sestetto ideale                                  | Nana Iwasaka     | Hisamitsu Springs |
| Sestetto ideale                                  | Risa Shinnabe    | Hisamitsu Springs |
| Sestetto ideale                                  | Saori Sakoda     | Toray Arrows      |
| Sestetto ideale                                  | Mai Yamaguchi    | Okayama Seagulls  |
| Sestetto ideale                                  | Haruka Miyashita | Okayama Seagulls  |
| Miglior libero                                   | Sayaka Tsutsui   | Hisamitsu Springs |
| Premio d'onore (230 partite in V.Premier League) | Ayako Sana       | Toyota Queenseis  |
| Premio d'onore (230 partite in V.Premier League) | Yoshiko Yano     | Toyota Queenseis  |

## Classifica finale
| Pos | Squadra           | Verdetto                         |
| --- | ----------------- | -------------------------------- |
| 1   | Hisamitsu Springs | Al campionato asiatico per club  |
| 2   | Okayama Seagulls  |                                  |
| 3   | Toray Arrows      |                                  |
| 4   | Toyota Queenseis  |                                  |
| 5   | NEC Red Rockets   |                                  |
| 6   | Hitachi Rivale    |                                  |
| 7   | JT Marvelous      | Retrocesso in V.Challenge League |
| 8   | Pioneer Red Wings | Retrocesso in V.Challenge League |